# Тарасиха (станция)
Тарасиха — железнодорожная станция Горьковской железной дороги Нижегородской области, находится на железнодорожной ветке Нижний Новгород — Котельнич, в посёлке Тарасиха городского округа Семёновский. Расположена в 50 км от Нижнего Новгорода, время движения до станции 50 минут. Один путь занят вагонами с углём, которым топятся местные дома и котельная. По мере газификации посёлка потребность в угле постепенно отпадает; по крайней мере, в теплое время года вагоны с углём не стоят на путях.